# Paul Hanvidge
Paul Albert Hanvidge (* 15. Juni 1961 in Glasgow) ist ein ehemaliger schottischer Dartspieler, der die meiste Zeit seiner Karriere bei der British Darts Organisation (BDO) verbrachte.

## Karriere
Hanvidge begann zwar bereits 1995 an Turnieren der BDO teilzunehmen und erreichte schnell das Viertelfinale bei den Scottish Open, lief aber ansonsten lange Zeit unter dem Radar und wurde von der Öffentlichkeit kaum wahrgenommen. Zwei Mal erreichte er in dieser Zeit das Finale des Scottish Masters. Erst mit seiner ersten BDO-WM-Teilnahme 2004 stieg seine Bekanntheit. 
Ein Jahr später war Hanvidge bei den German Open siegreich, verpasste aber die Qualifikation zur Weltmeisterschaft. 2006 war er dort aber wieder dabei und konnte nach Siegen über Co Stompé und Simon Whitlock ins Viertelfinale einziehen, wo er jedoch scheiterte. Auch im Jahr 2007 schied Hanvidge erst im Viertelfinale aus. Dieses Mal hatte er hierzu Martin Phillips und Albertino Essers besiegt. Während des Turniers trug einen Trauerflor, da seine Mutter am heiligen Abend verstorben war.
2008 musste sich Hanvidge im Lakeside Country Club bereits in Runde eins verabschieden, nachdem sein Gegner den höchsten Average dieser Spielrunde gezeigt hatte. Noch im selben Jahr erreichte er das Finale bei den Norway Open, verlor dieses jedoch gegen Willy van de Wiel. Für die Weltmeisterschaft 2009 musste sich Hanvidge qualifizieren, dies missglückte aber durch eine Niederlage gegen Paul Gibbs. Im Laufe des Jahres gelang ihm der Einzug in das Halbfinale der British Open. Auf dem Weg hierhin konnte er John Walton und Daryl Gurney bezwingen. Er verlor letztlich gegen Martin Atkins.
Hanvidge hatte dann genug Ranglistenpunkte gesammelt um sich für die Weltmeisterschaft 2010 zu qualifizieren. Hierbei verlor er jedoch zum Auftakt und hatte mit Dartitis zu kämpfen. Hiervon konnte er sich nie mehr vollständig erholen und beendete 2012 seine BDO-Karriere. 2019 startete er einen Versuch sich eine Tourkarte bei der PDC Q School zu erspielen, jedoch ohne Erfolg. Sein letztes Spiel hier gegen Joshua Burksfield bleibt auch bis heute sein letztes aufgezeichnetes Spiel.

## Weltmeisterschaftsresultate

### BDO
- 2004: 1. Runde (1:3-Niederlage gegen  Jarkko Komula)
- 2006: Viertelfinale (3:5-Niederlage gegen  Shaun Greatbatch)
- 2007; Viertelfinale (4:5-Niederlage gegen  Phill Nixon)
- 2008: 1. Runde (0:3-Niederlage gegen  Brian Woods)
- 2010: 1. Runde (0:3-Niederlage gegen  Scott Waites)

## Titel

### WDF
- German Open: 2005
- WDF Europe Cup: Doppel 2006 (zusammen mit Paul McGimpsey)

### Sonstige
- British Internationals: 2000, 2008 (jeweils mit der schottischen Mannschaft)
- Central Scotland Open: 2005
- Schottischer Meister: 2006